# Christian Kauter
Christian Kauter (Bern, 1947. május 6. –) olimpiai és világbajnoki ezüstérmes svájci párbajtőrvívó, diplomata. Fiai Michael Kauter Európa-bajnoki ezüstérmes és Fabian Kauter Európa-bajnok, világbajnoki bronzérmes párbajtőrvívók.